# Ruth Nelson
Ruth Gloria Nelson (* 2. August 1905 in Saginaw, Michigan; † 12. September 1992 in New York City, New York) war eine US-amerikanische Schauspielerin.

## Leben und Karriere
Ruth Nelson wurde in Michigan als Tochter der Vaudeville-Schauspielerin Eva Mudge geboren. In den 1920er-Jahren studierte sie Schauspiel am American Laboratory Theatre in New York City und wurde anschließend Schauspielerin am dortigen Broadway. 1931 war sie eine der Mitbegründerinnen des New Yorker Group Theatres, an dessen Produktionen sie in der Folge regelmäßig mitwirkte. Die psychologischen und politischen Inszenierungen der Stücke sowie das naturalistische Schauspiel machten das Group Theatre zu einem legendären Namen in der amerikanischen Theatergeschichte. Eine ihrer bekanntesten Theaterrollen spielte sie 1935 als Frau eines Taxifahrers in Clifford Odets’ Stück Waiting for Lefty. Von 1931 bis 1937 war sie mit ihrem Schauspielkollegen William Challee (1904–1989) verheiratet.
Nach dem Ende des Group Theatres im Jahr 1941 zog Nelson nach Hollywood und wurde Filmschauspielerin. Ihr Filmdebüt machte sie 1943 in dem Drama The North Star unter Regie von Lewis Milestone. Im folgenden Jahr spielte sie die First Lady Ellen Wilson in der mit fünf Oscars ausgezeichneten Filmbiografie Wilson über den US-Präsidenten Woodrow Wilson. Unter Regie von Elia Kazan, der ebenfalls Mitglied des Group Theatres gewesen war, spielte sie Nebenrollen in den Filmen Ein Baum wächst in Brooklyn (1945) und Endlos ist die Prärie (1947). Häufig spielte sie Mutterfiguren sowie unauffällig wirkende, aber gutherzige Frauen aus der Arbeiterschicht. Eine seltene Filmhauptrolle hatte sie 1945 in dem B-Movie The Girl of the Limberlost.
Nelson war in zweiter Ehe von 1946 bis zu dessen Tod im Jahr 1979 mit dem Filmregisseur John Cromwell verheiratet, wodurch sie die Stiefmutter des Schauspielers James Cromwell wurde. Als John Cromwell Anfang der 1950er-Jahre in der McCarthy-Ära beschuldigt wurde, ein Kommunist zu sein, zog sich Nelson von der Schauspielerei zurück, um ihren Ehemann in seiner Lebenskrise zu unterstützen. Sie lehnte sogar ein Angebot ab, die Rolle der Linda Loman in der Uraufführung des heutigen Theaterklassikers Tod eines Handlungsreisenden zu spielen. Gemeinsam mit ihrem Ehemann stand sie viel später für die Robert-Altman-Filme Drei Frauen (1977) und Eine Hochzeit (1978) vor der Kamera.
Drei Frauen war Ruth Nelsons erster Kinofilm seit fast 30 Jahren und für sie zugleich der Startpunkt einer kleineren Alterskarriere im amerikanischen Film und Fernsehen. Sie übernahm 1977 eine weitere Nebenrolle in dem Kinofilm Die Katze kennt den Mörder und war in Fernsehserien wie Hart aber herzlich zu sehen. Ruth Nelsons letzter großer Filmauftritt erfolgte 1990 in dem Filmdrama Zeit des Erwachens, in dem sie die Mutter des von Robert De Niro gespielten Krankenhauspatienten darstellte. Zuletzt stand sie 1991 in Onkel Wanja auf der Bühne. Nelson starb 1992 im Alter von 87 Jahren, nachdem sie an Krebs erkrankt war und einen Schlaganfall erlitten hatte.

## Filmografie
- 1943: The North Star
- 1944: None Shall Escape
- 1944: The Eve of St. Mark
- 1944: Wilson
- 1944: Schlüssel zum Himmelreich (The Keys of the Kingdom)
- 1945: Ein Baum wächst in Brooklyn (A Tree Grows in Brooklyn)
- 1945: The Girl of the Limberlost
- 1946: Shock (Sprechrolle, im Abspann unerwähnt)
- 1946: Sentimental Journey
- 1946: Till the End of Time
- 1946: Humoreske (Humoresque)
- 1947: Endlos ist die Prärie (The Sea of Grass)
- 1947: Es begann in Schneiders Opernhaus (Mother Wore Tights)
- 1948: Triumphbogen (Arch of Triumph)
- 1977: Drei Frauen (3 Women)
- 1977: Die Katze kennt den Mörder (The Late Show)
- 1978: Eine Hochzeit (A Wedding)
- 1979: Vision (Fernsehserie, Folge Ladies in Waiting)
- 1980: Ryan’s Hope (Fernsehserie, 1 Folge)
- 1980: Wunder in San Francisco (A Christmas Without Snow) (Fernsehfilm)
- 1981: Hart aber herzlich (Hart to Hart) (Fernsehserie, Folge Das grüne Zimmer)
- 1981: Kreuz der Gewalt (Skokie) (Fernsehfilm)
- 1983: Fluch der Leidenschaft (The Haunting Passion) (Fernsehfilm)
- 1990: Zeit des Erwachens (Awekenings)
- 1991: Lethal Innocence (Fernsehfilm)